# Stefan Sundström

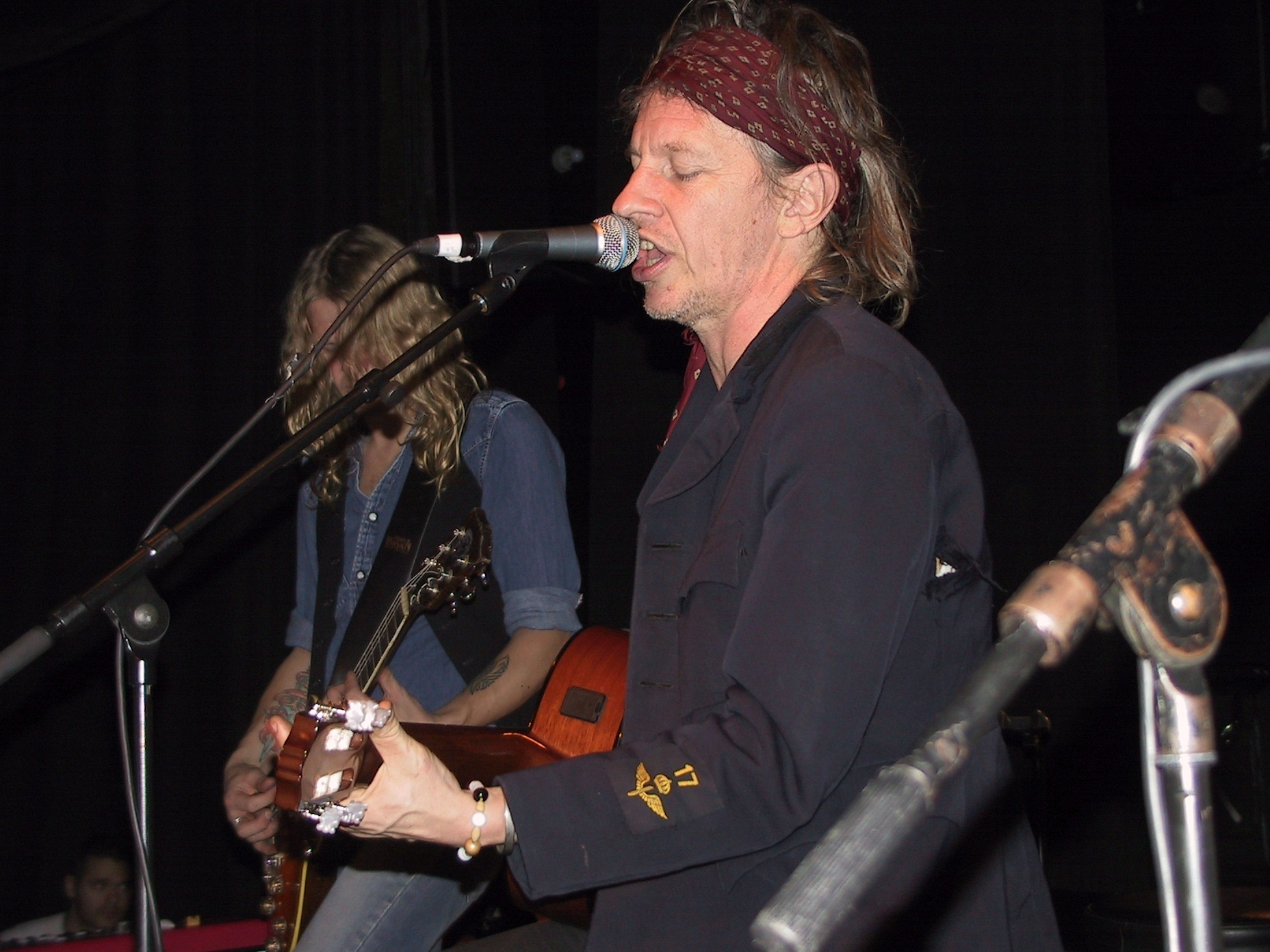
Stefan Sundström

Stefan Sundström (* 11. Mai 1960 in Södermalm, Stockholm) ist ein schwedischer Rockmusiker, Liedermacher und Schauspieler.

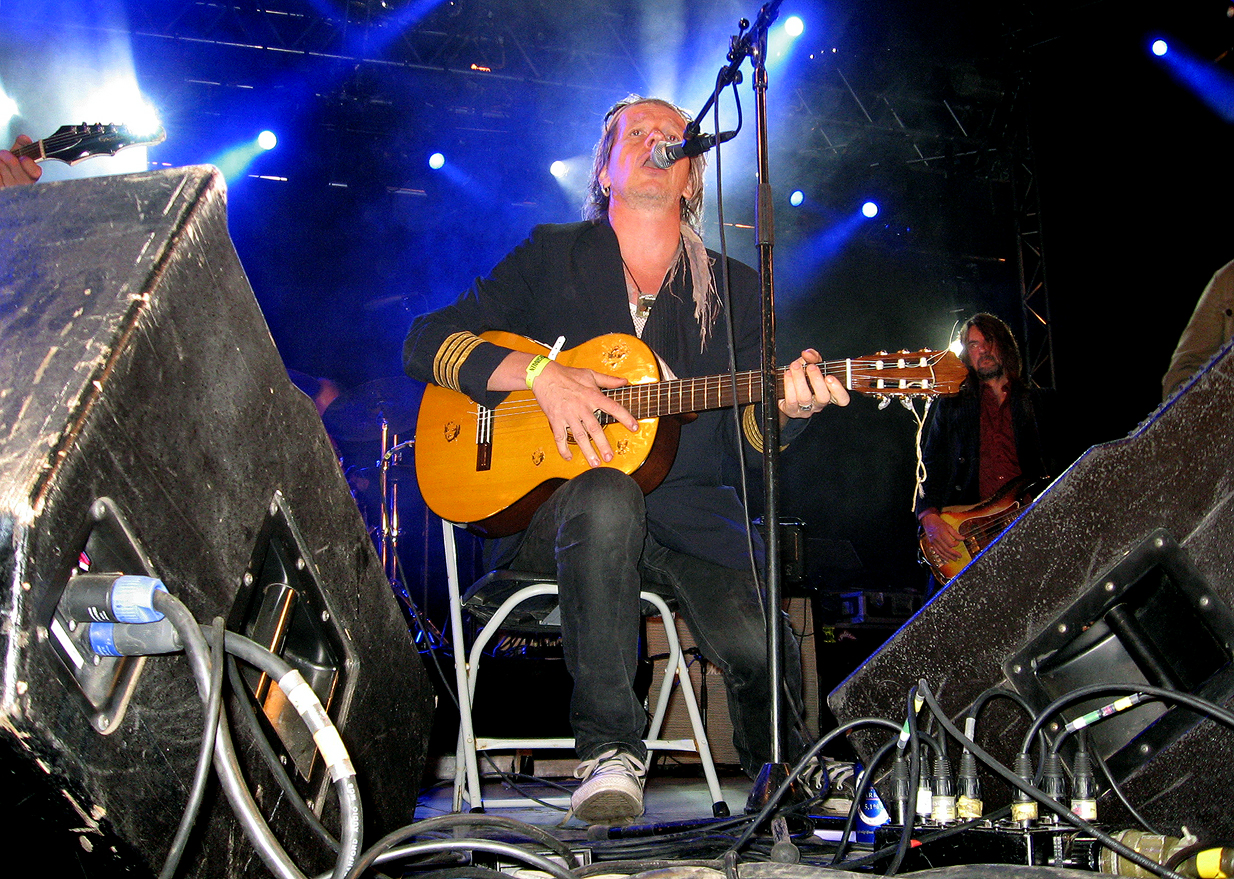
Stefan Sundström plays at The Malmö festivalen 2007.

## Leben
Stefan Sundström ist der Sohn von Helga Zengerlin (* 1929 in Freiburg/Deutschland) und Erik Sundström (* in Vikmanshyttan, Dalarna). Seine Mutter war 1953 nach Schweden ausgewandert, um in Stockholm als Haushaltshilfe zu arbeiten. Stefan Sundströms Eltern betrieben einen Lebensmittelladen.
Sundström wurde in Högdalen geboren und wuchs dort und in Farsta (ab 1965) im Süden von Stockholm auf. Er hat eine Schwester. Die Schule (Gymnasium) brach er ab.
1974 hörte er die Rolling Stones und Cornelis Vreeswijk. Er begann, selbst Musik zu machen und spielte in verschiedenen Bands wie Trots, Läppstars, KSMB, Skjut und Fuck Off. Zugleich arbeitete er in der Pflege der psychiatrischen Klinik in Långbro und als Angestellter der Stockholmer Verkehrsgesellschaft, bevor er eine zweijährige gymnasiale Ausbildung in Kinder- und Jugendlichenpflege aufnahm. Zu den musikalischen Einflüssen gehörte seit dem Ende der 1970er Jahre der Punk, und in den 1980er Jahren kam er mit älterer schwedischer Musik in Berührung, so mit Carl Michael Bellman und Fred Åkerström.
Er veröffentlichte eine erste Platte, zog sich dann aber von der Rockmusik zurück, schrieb Stücke als Liedermacher und besuchte eine Schreibwerkstatt der Erwachsenenbildung (Folkhögskola Jakobsberg). 1984 lernte er die damalige Musikerin und heutige Lehrerin Karin Renberg kennen, mit der er bis heute zusammenlebt und zwei Töchter hat. Er arbeitete nun in der Wirtschaftsabteilung des Kinderdorfs Skå, was ihm die Möglichkeit gab, als Musiker mit Kindern zu arbeiten.
1988 begründete er mit Ola Nyström, Papa Mats Hedén und Stefan Axelsen die Band Apache (später: Weeping Willows), mit der er sich Anfang der 1990er Jahre durchsetzte. 1990 erschien seine erste LP En bärs med Nefertite. Heute bezeichnet er Cornelis Vreeswijk und Evert Taube als seine musikalischen Vorbilder.
In dem schwedischen Film Eva und Adam – Vier Geburtstage und ein Fiasko (2001) war er auch in Deutschland zu sehen. Der Film basierte auf der Fernsehserie Eva und Adam, in der er seit 1998 mitwirkte. In Svenska hjältar (= Schwedische Helden; 1997) spielte er eine der Hauptrollen. 2009 trat er gemeinsam mit Jack Vreeswijk, Sohn von Cornelis Vreeswijk, in dem norwegischen Roadmovie Pappa kom hem auf.
1992 erhielt er den Bellman-Preis der Stadt Stockholm, 1994 die Auszeichnung Grammis, schwedische Entsprechung zu Grammy, als bester männlicher Rockmusiker, 1995 das Fred Åkerström-Stipendium, 1998 den nach Cornelis Vreeswijk benannten Cornelispris, 2001 Gröna Lunds Evert-Taube-Preis, 2003 und 2006 dann erneut jeweils einen Grammis.

## Diskografie

### Alben
| Jahr | Titel                                               | Höchstplatzierung, Gesamtwochen, AuszeichnungChartsChartplatzierungen (Jahr, Titel, Platzierungen, Wochen, Auszeichnungen, Anmerkungen) | Anmerkungen |
| Jahr | Titel                                               | SE | Anmerkungen |
| ---- | --------------------------------------------------- | --- | ----------- |
| 1993 | Hå hå jaja                                          | SE50 (1 Wo.)SE |             |
| 1994 | Vitabergspredikan                                   | SE8 (4 Wo.)SE |             |
| 1995 | Nästan som reklam                                   | SE9 (5 Wo.)SE |             |
| 1997 | Babyland                                            | SE7 (6 Wo.)SE |             |
| 2000 | Fisk i en skål                                      | SE7 (10 Wo.)SE |             |
| 2002 | Sundström spelar Allan                              | SE5 (10 Wo.)SE |             |
| 2004 | Hjärtats melodi                                     | SE2 (9 Wo.)SE |             |
| 2005 | Stolt men inte nöjd / Goa låtar som inte fick plats | SE52 (1 Wo.)SE |             |
| 2006 | Fabler från Bällingebro                             | SE3 (5 Wo.)SE |             |
| 2009 | Ingenting har hänt                                  | SE17 (2 Wo.)SE |             |
| 2010 | 5 dagar i augusti                                   | SE3 (4 Wo.)SE |             |
| 2013 | Under radarn                                        | SE2 (11 Wo.)SE |             |
| 2014 | Nu var det 2014                                     | SE12 (2 Wo.)SE |             |
| 2019 | Domedagspredikan                                    | SE23 (1 Wo.)SE |             |

Weitere Alben
- En bärs med Nefertite (1990)
- Happy Hour Viser (1992)

### Singles
| Jahr | Titel Album                        | Höchstplatzierung, Gesamtwochen, AuszeichnungChartsChartplatzierungen (Jahr, Titel, Album, Platzierungen, Wochen, Auszeichnungen, Anmerkungen) | Anmerkungen      |
| Jahr | Titel Album                        | SE | Anmerkungen      |
| ---- | ---------------------------------- | --- | ---------------- |
| 2015 | En julsaga (Fairytale of New York) | SE99 (1 Wo.)SE | mit Jill Johnson |